# Monument expiatoire de Lorient
Le monument expiatoire de Lorient, appelé Croix de la Vérité ou encore Croix de La Perrière, est un monument inscrit comme monument historique situé à  Lorient dans le quartier de Kergroise, dans le Morbihan en France, et est l'un des quatre monuments classés de la ville.
Il est élevé au XVIIIe siècle sur le lieu où des ciboires volés par un marin génois ont été retrouvés. Il est détruit au début du XXe siècle par la municipalité dans un contexte d'opposition de l’Église à l’État, puis réinstallé à son emplacement initial à la suite d'une série de procès qui opposent le propriétaire du terrain à la ville.
Il est de forme pyramidale légèrement incurvée, à arêtes abattues, et surmonté d'une croix.

## Historique

### Origines de Giacomo Gropallo
La Chronica tria Placentina publiée en 1859 par Giovanni Codanello nous informe que les Gropallo, originaires des montagnes de Varese Ligure avaient dès l'an 1000 un fort, la Villa di Gropallo à Piacenza dont ils furent expulsés en 1260 à la suite du siège et de l'incendie du château par Giovanni Luxardo. Ils trouvèrent refuge et firent souche à Gênes.
En 1300, les Gropallo sont capitaines de navires et en 1500, des Gropallo font partie des Mercatores et d'autres sont Artifices 
Les Gropallo, en tant que patriciens ont leur nom inscrit au Liber nobilitatis Genuensis qui confie l'administration de la république de Gênes à ceux qu'il contient. Ce livre institué en 1528 par Andrea Doria, ancien amiral de la flotte de Charles Quint, recense 28 Albergo dont 23 nobles et 5 populaires. Il reste en vigueur jusqu'à la fin de la république de Gênes en 1797 lorsque le livre d'or est brûlé sur la Piazza Acquaverde le 14 juin sur ordre du gouvernement provisoire institué par la France.
Dans ce livre, les Gropallo font partie de la famille Di Negro (Aimari, Carmagnola, Cuneo, Di Negro, Gropallo, Panigarola, Pasqua, Da Passano, Palmari, Prato, Richelmi, Retigliani, Sampietro, Testino, Tommasini, Vernazzani). Leur blason est d'azur, à la tour de deux loges de gueules, crénelées de quatre pièces chacune, fondées et ouvertes de vert, soutenu par deux lions dorés se faisant face.
La noblesse génoise est divisée entre Albi (noblesse investie des dignités et des fiefs de l'Église) et Nigri (noblesse ancienne issue de l'Empire).
Les Nigri sont appelés noblesse populaire et sont divisés entre Mercatores, les marchands et les Artifices qui pratiquent les Arts.

### Création

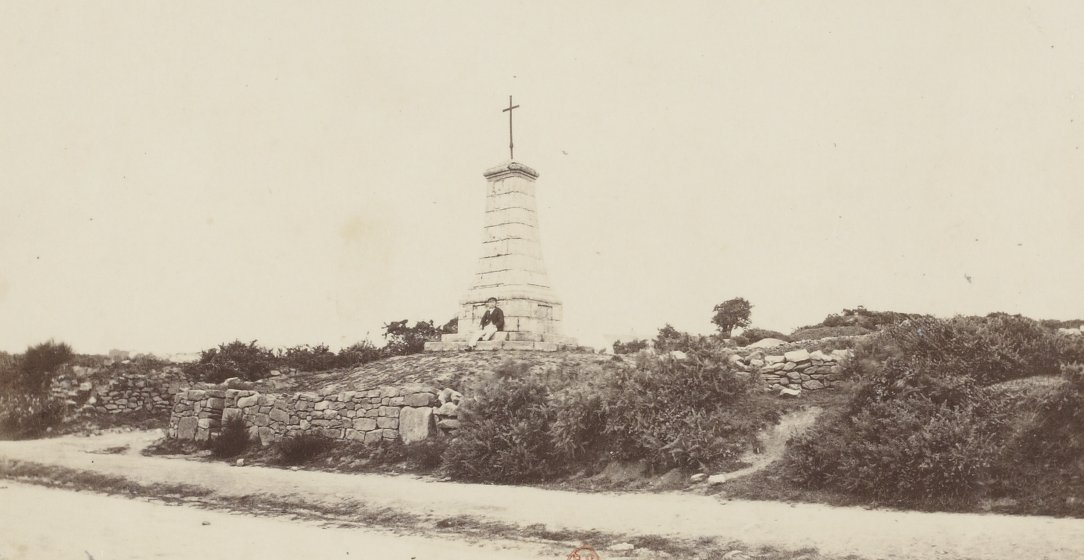
Aspect du monument en 1866 à son emplacement d’origine, dans les landes de Kergroise en Lorient, du breton Kergroaz, le village de la croix. On note que les trois plaques sont déjà absentes.

Alors que la France prend part à la guerre de succession d'Espagne, un marin génois, Giacomo Gropallo, d'environ 49 ans, est en escale au port de Lorient depuis qu'il a débarqué début septembre 1710 du bâtiment Le Griffon . Le marin qui vient de s'engager comme membre de l'équipage de la frégate royale La Galatée , commet une série de trois vols dans l’église de la ville dont la paroisse n'est fondée par lettres patentes que depuis mars 1709 ; Il dérobe en particulier dans la nuit du 19 au 20 octobre 1710 deux ciboires, commettant au passage une profanation. Afin de ne pas être pris avec son butin, il cache celui-ci dans les landes de Kergroise, mais est capturé peu après car on avait trouvé dans le toit de chaume de l'auberge ou il avait dormi le voile d'un des ciboires.
M. Clairambault, commissaire général, ordonnateur de la Marine en informe le ministre de la Marine, Pontchartrain qui en retour annonce que le roi en est très fâché et souhaite que l'on résolve l'affaire au plus vite. Son procès se tient le 5 décembre 1710. Giacomo Gropallo est condamné par un arrêté du parlement de Bretagne le 21 janvier 1711 à faire amende honorable, la corde au cou avec un cierge en main, à être pendu et son corps brûlé. La sanction est appliquée le 5 février 1711.
Ses cendres seront dispersées place d'Esprémesnil (haut du cours de la Bôve).
Louis XIV est informé de l'affaire, et sur la demande de l'abbé Le Livec, curé de Saint-Louis, François d'Argouges, alors évêque de Vannes fait construire pour l'exemple un monument en guise de mesure expiatoire. Le monument initial est érigé à La Perrière à Colin (terrain appartenant aux oratoriens de Nantes) sur le lieu même où les deux ciboires ont été enterrés. Le dessin qui sert à sa construction est réalisé par l'Académie des inscriptions ; sur trois feuilles de marbres sont rédigés en français, en latin, et en bas-breton le texte expiatoire, et celles-ci sont disposées sur le soubassement du monument.

### Destruction
À partir de la fin du XIXe siècle, les relations entre pouvoirs politiques et religieux se tendent dans la région de Lorient. La ville est dirigée par des maires de gauche pendant cette période, radicaux-socialistes et socialistes, alors que le reste de la région est plutôt à droite. Les municipalités sont anticléricales, ce qui aboutit à l'interdiction des processions religieuses en 1898. La politique du radical Émile Combes, qui interdit l'usage du breton pour les sermons, amène le développement d'un mouvement breton dans la ville. Plus largement, l'application de la loi de séparation des Églises et de l'État de 1905 se fait dans un climat tendu.
Les services de la municipalité dirigées par le maire Louis Nail procèdent à la destruction de la croix le 22 septembre 1906 qui se tient sur un terrain privé, quelques jours après avoir abattu des calvaires dans des cimetières de la ville, dans les quartiers de Kerentrech et de Carnel. Des catholiques avaient demandé à racheter les morceaux de ces derniers calvaires, et la demande doit être étudiée lors du conseil municipal qui se tient le même jour, quelques heures après la destruction de la croix de la Perrière. La destruction de la celle-ci draine un nombre de personnes important lors de ce conseil municipal, et plusieurs conseillers municipaux proches des idées de Guieysse sont alors absents. La séance est décrite comme houleuse par des observateurs de l'époque, mais la question du devenir du monument de la Perrière n'est pas abordée.

### Procès
La légalité de la destruction du monument est attaquée par le propriétaire du terrain, Morin, dont l'ancêtre, Joseph Morin, a fait l’acquisition du terrain, à la suite de l’achat le 24 février 1798 de biens de l’Église confisqué lors de la Révolution. Une suite de procès oppose la municipalité de Louis Nail à celui-ci. Une première tentative de conciliation a lieu mi-octobre de la même année entre le maire et Morrin, ce dernier exigeant la restitution de la croix et sa réédification. Des titres de propriété remontant à 1759 sont fournis par le plaignant fin octobre, et le juge de paix se déplace sur le terrain mi-novembre en présence des avocats des deux parties. L'audience a lieu fin novembre, et la justice de paix donne raison à la ville.
À la suite de cette première décision de justice de paix, le plaignant saisit la Cour de cassation qui lui donne raison en novembre 1908. Le monument est réinstallé à son emplacement initial en 1917. Pendant les années 1920, la famille Morin décide de revendre une partie de ses terrains. La partie sur laquelle se situe le monument est cédée à l'association diocésaine de Vannes, une autre partie étant revendu à la société Saint-Gobain. L'association diocésaine de Vannes revend par la suite une partie de ses terrains à Saint-Gobain qui en échange assure la solidité de la construction par l'édification de murs, d'une grille et d'un escalier.

## Le monument

### Description
Le monument est constitué de pierres taillées en granite. Il est de forme pyramidale légèrement incurvée, à arêtes abattues, et est surmonté d'une croix en métal.
| Version française | Version latine | Version bretonne |
| --- | --- | --- |
| « Cette croix a esté posée en 1711 par ordre de Louis le Grand en réparation du sacrilège commis dans la nuit du 19 au 20 d’Octobre 1710 par un matelot Génois qui, ayant volé deux ciboires dans l’église parroissiale de lorient, les enterra en ce lieu et fut brulé le 5 février 1711 en exécution de l’arrest du Parlement de Bretagne du 21 janvier 1711. » | « Ad expiandum nautae cujusdam alienigenae scoelus, qui nocte octobris a surreptas in Ecclesia paroeciali Orientis duas pixides sacras hic infodit, et senatus Armorici decreto exustus est die 5° febr - MDCCXI . » | « Er groès man a zo bet pozet er blée mil seih cant unec, dré ordre er Roue Loüais peourdecvet, evit reparign er sacrilège commettet en noz ac en nan decvet dée a viz héré er blée mil seih cant dec dré ur martelot ganet hé Gene péhari goudé hen dehoiai lairet deaux ciboëres an ilis parèce ac en Orient, en hou interàse er place man-cüit he pehet he ma bet losquet er pempet dée a viz hüeavrer, er blée mil seih cant unec, dré arest er parlemant ha Vreih, reit er dée arnuigent a viz guenver ag er blée mil seih cant unec. » |

### Situation actuelle
Ce monument fait l’objet d’une inscription au titre des monuments historiques depuis le 13 avril 1944, et est l'un des quatre monuments historiques de la ville. Dans le cadre de la reconstruction de la ville après-guerre, la municipalité souhaite procéder à la destruction du monument en 1947 afin d'y faire passer une route. L'architecte des monuments de France, saisi par le préfet, rend un avis négatif. Le monument est finalement déplacé en 1953.
Le périmètre de protection est modifié à la suite d'une étude de mai 2011.
L'emplacement actuel du monument diffère de quelques centaines de mètres par rapport à celui qu'il occupait en 1917, il est toujours situé du même côté de la chaussée, après le pont de Carnel, en face de l'école supérieure d'art.

## Sources